# Ferro Lad
Ferro Lad è un personaggio immaginario, un supereroe dei fumetti, membro della Legione dei Super-Eroi del XXX secolo nell'Universo DC. Il suo alter ego è Andrew Nolan. È conosciuto nella continuità DC semplicemente come Ferro.

## Storia editoriale
Quando Jim Shooter creò il personaggio, lo immaginò come un afro-americano, ma l'editore Mort Weisinger respinse l'idea, palesando il rischio di, «perdere la distribuzione nel sud».
Questo fu il motivo per cui Shooter lo scelse per morire nella storia del Mangiatore di Sole. «Ferro Lad, lo uccisi, perché lo volevo di colore, ma Mort si oppose. Così dissi, "Bene. Lo vedremo. Ho avuto questa idea per una storia, e qualcuno avrebbe dovuto morire... Ah-Ha! Lui!" Così, teoricamente, lo feci fuori perché non potevo fare ciò che volevo con lui.».
Nel 2009, uscì The Life and Death of Ferro Lad, un fumetto con copertina rigida che collezionava tutte le avventure del Ferro Lad della Silver Age.

## Biografia del personaggio

### Silver Age
Andrew Nolan è un metaumano con il potere di trasformare il proprio corpo in ferro vivente. Ha un fratello gemello di nome Douglas dotato dello stesso potere. Entrambi hanno un viso deformato quale effetto collaterale della mutazione che donò ai ragazzi i loro poteri, così entrambi indossano una maschera di ferro. Comparve per la prima volta in Adventure Comics n. 1 del luglio 1966. Si unì nello stesso momento della Principessa Projectra, di Karate Kid e Nemesis Kid.
Ferro Lad, divenne per un breve periodo un Legionario, quando venne ucciso mentre distruggeva un Mangiatore di Soli con una bomba in Adventure Comics n. 353. Il suo sacrificio per la salvezza della galassia lo rese leggendario, nonostante la sua breve carriera supereroica tra i Legionari.
Molti anni dopo, durante la "Five Year Gap", dopo la Guerra della Magia, la Terra cadde sotto il controllo ad infiltrazione dei Dominatori, ritirandosi dai Pianeti Uniti. Qualche tempo dopo, i membri dei Dominatori, altamente classificati come "Batch SW6", evasero dalla prigione. In origine, i Batch SW6 comparvero come un gruppo di cloni dei Legionari, creati da campioni raccolti prima della morte di Ferro, dal mangiatore di Soli. Successivamente, si scoprì che erano duplicati tempo-paradossali, altrettanto legittimi, quanto le loro controparti più grandi. Dopo che la Terra fu distrutta in un disastro reminiscente della distruzione di Krypton di oltre un milione di anni prima, le poche dozzine di città e di cittadini che sopravvissero ricostituirono il loro mondo come la Nuova Terra. I Legionari SW6 rimasero con loro, e la loro versione di Ferro Lad abbreviò il suo nome in "Ferro".

### Post-Ora Zero
Nella continuità post-Ora zero, Andrew è conosciuto come Ferro e proviene dalla Terra del XX secolo.
Nato nel XX secolo, Andrew Nolan ed il suo gemello, Douglas, erano figli di una famosa attrice, Nancy Nolan, che li abbandonò a causa della loro deformità facciale.
Lasciati in custodia ad uno scienziato senza scrupoli di nome "Doc 30", Andrew fuggì, mentre Douglas rimase indietro. Mentre la Terra stava morendo a causa dell'estinzione del Sole nella cosiddetta Final Night, aiutò per la prima volta Perry White, determinato a fare sì che il Daily Planet non mancasse neanche un giorno di consegna, quindi si unì alla Legione dei Super-Eroi. Questo gruppo si unì a dozzine di altri supereroi con il fine di salvare la Terra. Ferro giunse vicino al limite del sacrificio per fermare, all'ultimo momento, un Mangiatore di Soli, ma venne salvato da Hal Jordan, che al momento possedeva l'identità e i poteri di Parallax. Fu poi Jordan a sacrificarsi per ridare energia al sole. Ferro rimase con il gruppo, sebbene prima gli avessero confessato che provenivano dal XXX secolo.
Quando la Legione riuscì a ritornare al suo tempo, Ferro andò con il gruppo, servì con loro, finché la maggior parte si perse in una fenditura, i superstiti decisero di sciogliere la Legione. Dopo questo fatto, si recò insieme a Karate Kid in un monastero sul pianeta Steeple, un pianeta accessibile solo per un breve periodo ogni dieci anni, prima che l'influenza periodica di un buco nero ne impedisca l'entrata. Mentre si trovava su Steeple, Ferro imparò a convivere con la propria deformità, ma fu selvaggiamente picchiato da un prigioniero evaso. Mentre i monaci riuscirono a salvargli la vita, rimase intrappolato nella sua forma ferrosa, con l'elmo fuso al suo corpo. Apparentemente, sia lui che Karate Kid rimasero intrappolati sul pianeta per dieci anni. Brainiac 5 riuscì ad utilizzare la tecnologia Treshold, acquisita nel suo tempo passato, per cercare di aprire un varco per arrivare su Steeple, ma, prima che qualcuno potesse utilizzarla, lui, insieme alla Legione e molti altri pianeti furono rintracciati da Universo. Sensor e Shikari furono costretti ad utilizzare un collegamento instabile verso Steeple per fuggire, così i quattro riuscirono a liberare Saturn Girl, che, con l'aiuto del figlio di Apparizione ed Ultra Boy, Cub, riuscirono a sconfiggere Universo, mentre Ferro e Karate Kid si riunirono al gruppo.

### The Lightning Saga
Gli eventi della miniserie Crisi infinita ricostituirono un'analogia simile alla Legione pre-Crisis alla continuity corrente, come visto nella storia The Lightning Saga in Justice League of America e Justice Society of America, e nella storia Superman e la Legione dei Super-Eroi in Action Comics. Andrew fu descritto come membro di questa versione della Legione in Justice Society of America vol. 3 n. 5 (giugno 2007), e in Action Comics n. 858 (tardo dicembre 2007). Tuttavia, questa incarnazione della Legione condivise tutta la storia della Legione originale fino agli eventi di Crisi sulle Terre infinite. Quindi, questa versione di Andrew fu presumibilmente deceduta.

## Versioni alternative
In Legion of Super-Heroes vol. 2 n. 300, un universo alternativo fu intravisto dal fratello di Andrew. Qui, fu mostrato che, poco dopo la morte di Andrew contro il Mangiatore di Soli, Duglas divenne il secondo Ferro Lad.

## Altri media
Ferro Lad comparve per la prima volta nell'episodio Chain of Command, della serie animata Legion of Super Heroes. In questo episodio, assistette Cosmic Boy, che recentemente tornò nella Legione, per aiutarlo a salvare il pianeta di Lightning Lad. Ispirata alla storia originale, si sacrificò per distruggere il Mangiatore di Soli, poco dopo essersi unito alla Legione. Nell'ultimo episodio della stagione dal titolo "Subndown", su di un pezzo di roccia fluttuante, dopo la distruzione del Mangiatore di Soli, mostrò il corpo di Ferro Lad rannicchiato in una palla. Fu mostrato come il funerale di Ferro Lad.